# جوونال

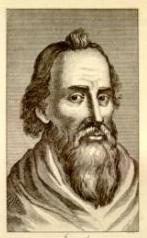

جووِنال (به لاتین: Decimus Iunius Iuvenalis) شاعری طنزپرداز و لاتین بود که در پایان نخستین سده میلادی و آغاز سده دوم زندگی می‌کرد. او نویسنده شانزده اثر شعری است که در کتابی یکتا با نام طنزیات و میان سال‌های ۹۰ تا ۱۲۷ میلادی گردآوری شده‌اند.
پس از فراموش شدن نام جوونال برای دو سده، شعرهای او از انتهای دوران باستان متاخر و سده‌های میانی به بعد شهرت بسیاری یافتند و نزدیک به ۵۰۰ متن سده میانی طنز به جای مانده‌اند. با این حال زندگی خود او بسیار کم شناخته شده است و زندگی‌نامه‌نویسان تنها از روی نوشته‌های طنز خود او می‌توانند به آنچه که برایش روی داده است پی برند.
جوونال گویندهٔ سخن معروف «عقل سالم در بدن سالم» (به لاتین:mens sana in corpore sano) و نیز «چه کسی خود از بازرسان بازرسی خواهد کرد؟» است.